# Spirit the Earth Aflame
Spirit the Earth Aflame è il terzo album in studio del gruppo musicale pagan metal irlandese Primordial, pubblicato nel 2000.

## Tracce
1. Spirit the Earth Aflame – 2:23
2. Gods to the Godless – 7:47
3. The Soul Must Sleep – 6:37
4. The Burning Season – 8:42
5. Glorious Dawn – 7:22
6. The Cruel Sea – 4:03
7. Children of the Harvest – 8:29
8. To Enter Pagan – 5:41

## Formazione
- A. Nemtheanga Averill – voce
- C. Mac Uilmm – chitarra
- P. Mac Gawlaigh – basso
- S. O'Laoghaire – batteria